# Överraskad nymf
Överraskad nymf (franska: La Nymphe surprise) är en oljemålning av den franske konstnären Édouard Manet från 1861. Målningen ingår i Museo Nacional de Bellas Artess samlingar i Buenos Aires. 
Nymfer var ett kvinnligt naturväsen i grekisk mytologi. Målningen anspelar också på den bibliska historien om Susanna i badet som ingår i tillägg till Daniel. Historien har skildrats flera gånger i konsten, bland annat av Peter Paul Rubens (1607), Artemisia Gentileschi (1610) och Anthonis van Dyck (1622). Manet var väl förtrogen med konsten hos de äldre mästarna och hans nymf har stora likheter med Rembrandts Susanna (1636).
Som modell för Manets nymf satt hans pianolärare och sedermera hustru, Suzanne Manet. Tavlan tros ha varit en av Manets egna favoriter och han behöll den själv livet ut. Han målade minst två skisser varav en idag ägs av Nasjonalmuseet i Oslo. 

## Relaterade målningar

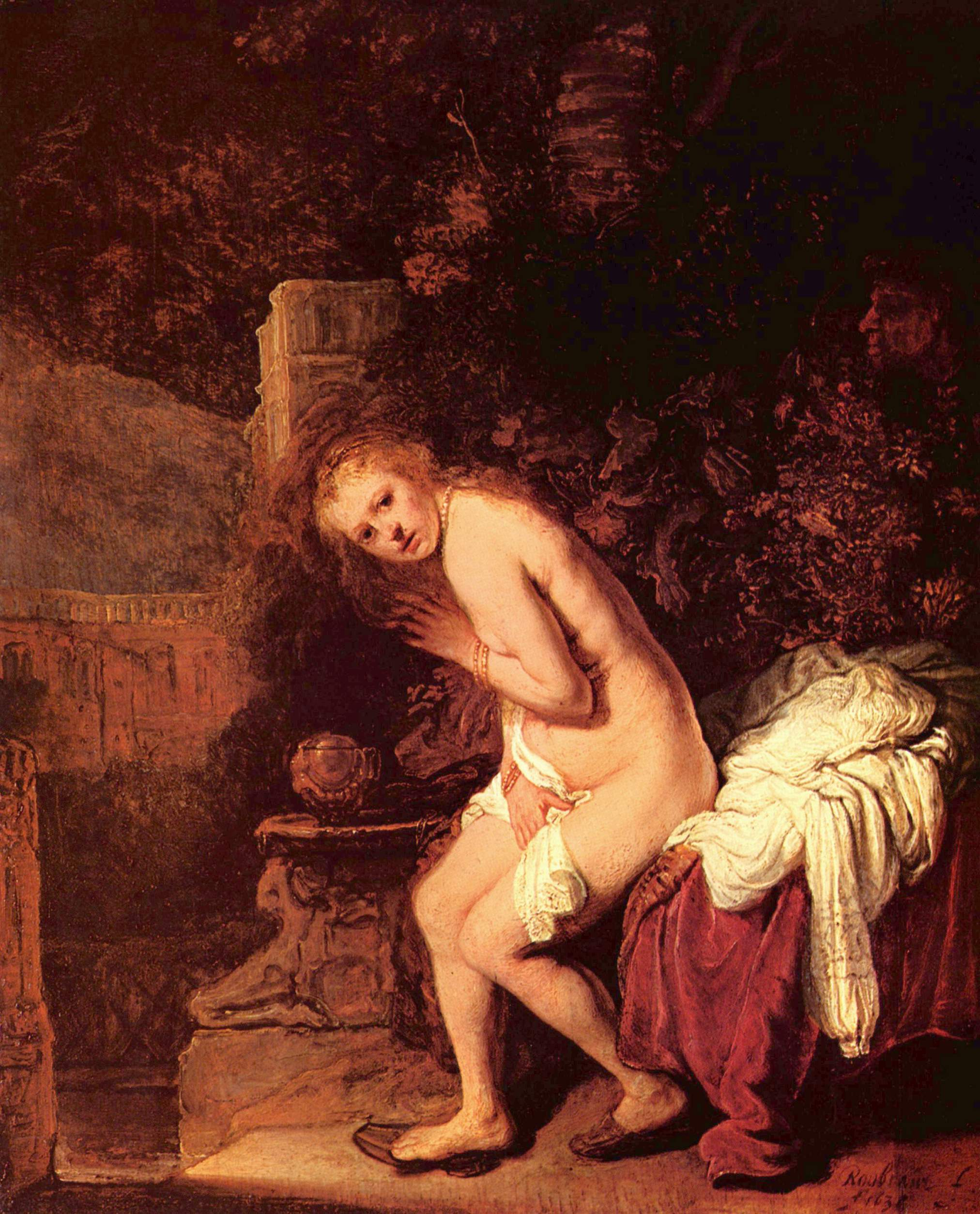
Rembrandts Susanna (1636), Mauritshuis.
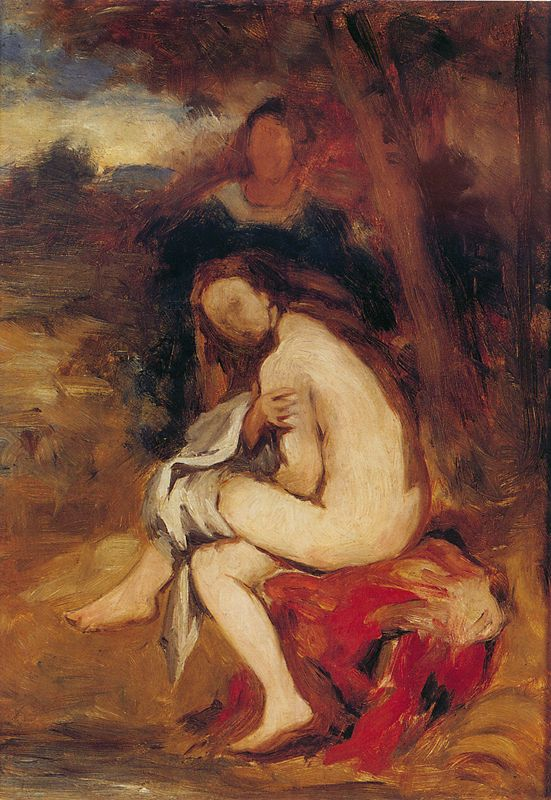
Manets skiss från 1861 är idag i privat ägo.
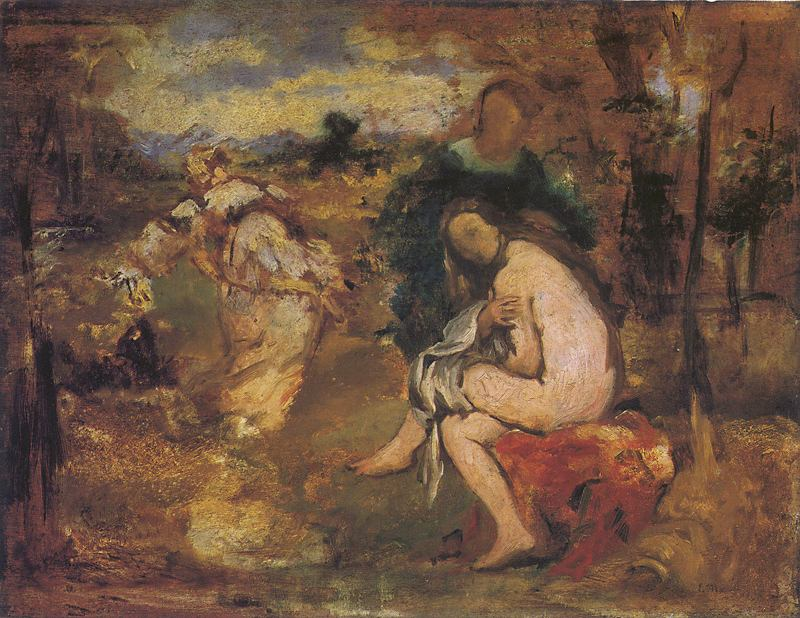
Manets skiss från 1860 tillhör Nasjonalmuseet i Oslo.